# Messier 14
Messier 14 (M14 o NGC 6402) és un cúmul globular situat en la constel·lació de Serpentari. Va Ser descobert per Charles Messier en 1764.
A una distància d'uns 30.000 anys llum, M14 conté unes 100.000 estrelles. Amb una magnitud de 7.6, pot observar-se fàcilment amb binoculars. Amb telescopis de grandària mitjana es poden veure algunes de les seves estrelles individuals, la més brillant de les quals és de magnitud 14a.
La lluminositat total de M14 és de l'ordre de 400.000 vegades la del Sol, el que es correspon amb una magnitud absoluta de -9.12. La forma del cúmul és clarament allargada. M14 amida uns 100 anys llum d'un extrem a un altre.
La seva magnitud conjunta en banda B (filtre blau) és igual a la 9.55, la seva magnitud en banda V (filtre verd) és igual a la 8.32; el seu tipus espectral és F4: fotogràficament s'aprecia de color groguenc a causa de la gran quantitat d'estrelles gegants vermelles (de color groguenc o daurat) que conté.
De la seva velocitat radial, -111.1 km/s, es dedueix que s'aproxima a la Terra a uns 399 960 km/h: aquesta velocitat és originada per la combinació de la seva velocitat orbital al voltant del nucli de la Via Làctia, a més de la velocitat pròpia del Sol i de la Terra.
Hi ha 90 estrelles variables conegudes en M14, la majoria del tipus W. Virginis, força comunes en els cúmuls globulars. En 1938 va aparèixer una nova en aquest cúmul, encara que no va ser descoberta fins que es van revelar plaques fotogràfiques de l'època en 1964. Es calcula que la nova va arribar la seva lluentor màxima de magnitud +9.2, més de 5 vegades més brillant que qualsevol altra estrella "normal" en el cúmul.
Conté també algunes variables de llarg període; només les més brillants són assequibles per als afeccionats a condició d'utilitzar una càmera CCD per a capturar-les.
A uns 3° al sud-oest de M14 es troba el feble cúmul globular NGC 6366.